# Estany Gran de Cullera
L'Estany Gran de Cullera, també conegut com Llaguna de l'Estany, és una zona humida de 246 hectàrees situada al municipi de Cullera, a la Ribera Baixa del Xúquer. D'aigua salada i dolça, la zona compta amb zones d'oci i hostaleria. Al sud es troba la pedania del Brosquil.